# Amen break
De Amen break door Gregory Coleman van The Winstons is de meeste gebruikte sample van een drum loop in hiphop, jungle en drum-'n-bass.
De sample is 5,2 seconden lang en bestaat uit 4 maten die zijn overgenomen uit het lied "Amen, Brother" zoals het in 1969 werd opgenomen op een B-kantje door de funk en soulgroep The Winstons. Het lied is een uptempo instrumentale uitvoering van een oudere gospelklassieker. 
De versie van The Winstons werd uitgebracht als de B-kant van de 45-toeren vinylsingle Color Him Father in 1969 op het label Metromedia (MMS-117).